# Гришко, Владимир Данилович
Влади́мир Дани́лович Гришко́ (укр. Володимир Данилович Гришко; род. 28 июля 1960, Киев, Украинская ССР, СССР) — украинский певец (тенор). Народный артист Украины (1996). Лауреат Национальной премии Украины имени Т. Шевченко (2001). Лауреат премии «Celebrity Awards 2020» в номинации «Личность года».

## Биография
Владимир Гришко родился 28 июля в Киеве. Солист Мариинского театра в 1996—2006 годах, солист Метрополитен-оперы (Нью-Йорк). Его имя занесено в Книгу рекордов Украины, поскольку он единственный украинский оперный певец, который 44 раза исполнял главные партии в Метрополитен-опере в период с 1995 по 2008 год. Долгое время Владимир Гришко продолжал свою карьеру как оперный певец. Теперь артист сменил репертуар и записывает эстрадные песни. Особенной популярностью пользуются песни «Все дальше и дальше», «Красивая», «Песня о любви». Дебют Владимира как эстрадного певца состоялся в декабре 2011 года, когда он презентовал свой первый эстрадный альбом «Чужой рай» и видеоклип на песню «Необъяснимая».
С 1989 по 1991 год работал ассистентом-стажёром в Киевской государственной консерватории им. Чайковского. Одновременно (с 1990 года) в течение 9 лет выступал как солист оперы Киевского академического театра оперы и балета имени Тараса Шевченко. Впоследствии Владимир Данилович стал ведущим мастером сцены Национального академического театра оперы и балета им. Т. Шевченко.
В 2004 году Владимир Данилович был продюсером славянского фестиваля «Киевская Русь» по объединению культуры славянских народов России, Белоруссии и Украины.
В 2005 году совместно с Джеймсом Лабри и Томасом Дювалем работал на проектом под названием «True Symphonic Rockestra» (в котором оперная музыка исполнялась в стиле рок).
С 2006 и по настоящее время — профессор Национальной музыкальной академии Украины имени П. И. Чайковского.
В 2007 году создал в Национальном театре оперы и балета проект «Лицо Новой Оперы» (классика была превращена в современное шоу с хип-хопом и танцами на ходулях).
В 2010 году Владимир Гришко выступил в Эдинбурге (Шотландия) вместе с Демисом Руссосом и Рикки э Повери.
В мае 2011 года Владимир Гришко презентовал аудиоальбом Golden Hits, дал сольный концерт с новой программой «Шедевры мировых хитов».
В декабре 2011 года состоялся концерт Владимира Гришко и Монсеррат Кабалье в Национальном дворце искусств «Украина».
В марте 2012 года состоялся сольный концерт Владимира Гришко «Любимым к 8 марта» в Национальном дворце «Украина».
В апреле 2013 Владимир Гришко в Лондоне стал почетным членом жюри международного вокального конкурса «классического старинного романса». В этом же году Владимир выпустил два эстрадных альбома — «Необъяснимая» и «Мольба».
В 2014 году имя певца было занесено в Книгу рекордов Украины, где он был представлен как единственный украинский оперный певец, который 44 раза исполнял главные партии в Метрополитен-опере в период с 1994 по 2008 год.
В 2015 году у Владимира Гришко с большим успехом прошел концертный тур по Китаю и Европе, во время которого он, кроме концертов, давал мастер-классы по вокалу для молодых оперных и эстрадных исполнителей.

## Семья
Воспитывает троих детей.

## Оперные партии
- Рудольф, Пинкертон («Богема», «Мадам Баттерфляй» Дж. Пуччини);
- Ленский («Евгений Онегин» П. Чайковского);
- Исмаил, Альфред, Герцог, Махдуфи («Набукко», «Травиата», «Риголетто», «Макбет» Дж. Верди);
- Паоло («Франческа да Римини» С. Рахманинова);
- Фауст («Фауст» Ш. Гуно);
- Лыков («Царская невеста» Н. Римского-Корсакова);
- Григорий («Сорочинская ярмарка» М. Мусоргского);
- Эдгар («Лючия ди Ламмермур» Г. Доницетти);
- Хозе («Кармен» Ж. Бизе);
- Андрей («Запорожец за Дунаем» С. Гулака-Артемовского);
- Петро («Наталка Полтавка» Н. Лысенко);
- Марко («Наймичка» М. Вериковского);
- Владимир Игоревич («Князь Игорь» А. Бородина).

## Дискография
Более 30 дисков, среди них:
- «Мольба»;
- «Необъяснимая»;
- «The Golden Hits»;
- «Різдвянi піснi»;
- «Ехал я из Берлина»;
- «Игры с огнём»;
- «Світові хіти»;
- «Обличчя нової опери»;
- «Пісні серця»;
- «Усім матерям присвячується»;
- «Русские народные песни».
- Russian opera arias (Naxos, Hon Kong)
- The Snow Maiden (Chandos, Canada)
- True Symphonic Rockestra (TSR, Germany)

## Награды
- Орден князя Ярослава Мудрого V степени (2005)[8];
- Орден «За заслуги» І степени (2013)[9];
- Орден «За заслуги» ІІ степени (2010)[10];
- Орден «За заслуги» ІІІ степени (2009)[11];
- Народный артист Украины (1996);
- Заслуженный артист Украинской ССР (1990);
- Орден Святого князя Владимира III ст.;
- Лауреат премии «Celebrity Awards 2020» в номинации «Личность года»[3][4];
- I премия — Республиканский конкурс вокалистов им. Лысенко (Киев, 1988);
- III премия — Международный конкурс оперных певцов (Марсель, 1989);
- II премия — Всесоюзный конкурс вокалистов им. Глинки (Рига);
- Специальный Приз Пласидо Доминго и звание «Лучший тенор», гран-при — Международный конкурс вокалистов им. Ф. Виньяса (Барселона);
- Гран-при Международного конкурса вокалистов (Тулуза, 1990).